# Itália nos Jogos Olímpicos de Verão de 2012
A Itália competiu nos Jogos Olímpicos de Verão de 2012, que aconteceram na cidade de Londres, no Reino Unido, de 27 de julho até 12 de agosto de 2012.

## Medalhas
| Atleta                                         | Esporte       | Evento                           | Medalha |
| ---------------------------------------------- | ------------- | -------------------------------- | ------- |
| Daniele Molmenti                               | Canoagem      | Slalom K-1 masculino             | Ouro    |
| Niccolò Campriani                              | Tiro          | Carabina três posições masculino | Ouro    |
| Jessica Rossi                                  | Tiro          | Fossa olímpica feminino          | Ouro    |
| Michele Frangilli Marco Galiazzo Mauro Nespoli | Tiro com arco | Equipes masculinas               | Ouro    |
| Alessio Sartori Romano Battisti                | Remo          | Skiff duplo masculino            | Prata   |
| Luca Tesconi                                   | Tiro          | Pistola de ar 10 m masculino     | Prata   |
| Niccolò Campriani                              | Tiro          | Carabina de ar 10 m masculino    | Prata   |
| Massimo Fabbrizi                               | Tiro          | Fossa olímpica masculino         | Prata   |

## Desempenho

### Atletismo
Masculino
| Atleta            | Evento                | Preliminar | Preliminar | Quartas-de-final | Quartas-de-final | Semifinal | Semifinal | Final       | Final       |
| Atleta            | Evento                | Marca      | Posição    | Marca            | Posição          | Marca     | Posição   | Marca       | Posição     |
| ----------------- | --------------------- | ---------- | ---------- | ---------------- | ---------------- | --------- | --------- | ----------- | ----------- |
| Gianmarco Tamberi | Salto em altura       | 2,21m      | 21º        |                  |                  |           |           | Não avançou | Não avançou |
| Nicola Vizzoni    | Lançamento de martelo | 74,79m q   | 10º        | 76,07m           | 8º               |           |           |             |             |

### Canoagem slalom
Masculino
| Atleta                           | Evento | Preliminar | Preliminar | Preliminar | Preliminar | Semifinais  | Semifinais  | Final       | Final       |
| Atleta                           | Evento | Descida 1  | Descida 2  | Total      | Posição    | Tempo       | Posição     | Tempo       | Posição     |
| -------------------------------- | ------ | ---------- | ---------- | ---------- | ---------- | ----------- | ----------- | ----------- | ----------- |
| Stefano Cipressi                 | C-1    | 96s40      | 99s74      | 96s40      | 13º        | Não avançou | Não avançou | Não avançou | Não avançou |
| Niccolò Ferrari Pietro Camporesi | C-2    | 120s64     | 111s55     | 111s55     | 13º        | Não avançou | Não avançou | Não avançou | Não avançou |
| Daniele Molmenti                 | K-1    | 91s40      | 88s68      | 88s68      | 9º         | 96s37       | 3º          | 93s43       |             |

Feminino
| Atleta                | Evento | Preliminar | Preliminar | Preliminar | Preliminar | Semifinais | Semifinais | Final       | Final       |
| Atleta                | Evento | Descida 1  | Descida 2  | Total      | Posição    | Tempo      | Posição    | Tempo       | Posição     |
| --------------------- | ------ | ---------- | ---------- | ---------- | ---------- | ---------- | ---------- | ----------- | ----------- |
| Maria Clara Giai Pron | K-1    | 99s66      | 112s46     | 99s66      | 3º         | 176s61     | 15º        | Não avançou | Não avançou |

### Halterofilismo(1 atleta)
Masculino
| Atleta           | Evento | Arranque (kg) | Arremesso (kg) | Total (kg) | Posição |
| ---------------- | ------ | ------------- | -------------- | ---------- | ------- |
| Mirco Scarantino | -56kg  | 97,0          | 128,0          | 225,0      | 14º     |

### Natação
Masculino
| Atletas          | Evento       | Eliminatórias | Eliminatórias | Semifinal   | Semifinal   | Final       | Final       |
| Atletas          | Evento       | Tempo         | Posição       | Tempo       | Posição     | Tempo       | Posição     |
| ---------------- | ------------ | ------------- | ------------- | ----------- | ----------- | ----------- | ----------- |
| Marco Orsi       | 50 m livre   | 22s36         | 19º           | Não avançou | Não avançou | Não avançou | Não avançou |
| Luca Dotto       | 50 m livre   | 22s12         | 11º Q         | 22s09       | 13º         | Não avançou | Não avançou |
| Luca Dotto       | 100 m livre  | 49s43         | 22º           | Não avançou | Não avançou | Não avançou | Não avançou |
| Filippo Magnini  | 100 m livre  | 49s18         | 19º           | Não avançou | Não avançou | Não avançou | Não avançou |
| Federico Turrini | 400 m medley | 4min17s22     | 19º           |             |             | Não avançou | Não avançou |
| Luca Marin       | 400 m medley | 4min13s02     | 6º Q          | 4min14s89   | 8º          |             |             |

Feminino
| Atletas             | Evento          | Eliminatórias | Eliminatórias | Semifinal   | Semifinal   | Final       | Final       |
| Atletas             | Evento          | Tempo         | Posição       | Tempo       | Posição     | Tempo       | Posição     |
| ------------------- | --------------- | ------------- | ------------- | ----------- | ----------- | ----------- | ----------- |
| Federica Pellegrini | 200 m livre     | 1min57s16     | 1º Q          | 1min56s67   | 4º Q        | 1min56s73   | 5º          |
| Federica Pellegrini | 400 m livre     | 4min05s30     | 7º Q          |             |             | 4min04s50   | 5º          |
| Arianna Barbieri    | 100 m costas    | 1min00s25     | 16º Q         | 1min00s27   | 13º         | Não avançou | Não avançou |
| Elena Gemo          | 100 m costas    | 1min01s77     | 27º           | Não avançou | Não avançou | Não avançou | Não avançou |
| Alessia Filippi     | 200 m costas    | 2min12s40     | 23º           | Não avançou | Não avançou | Não avançou | Não avançou |
| Michela Guzzetti    | 100 m peito     | 1min08s83     | 27º           | Não avançou | Não avançou | Não avançou | Não avançou |
| Chiara Boggiatto    | 200 m peito     | 2min27s74     | 22º           | Não avançou | Não avançou | Não avançou | Não avançou |
| Ilaria Bianchi      | 100 m borboleta | 58s42         | 12º Q         | 57s79       | 8º Q        | 57s27       | 5º          |
| Stefania Pirozzi    | 400 m medley    | 4min45s61     | 22º           |             |             | Não avançou | Não avançou |

### Polo aquático
A Itália conquistou uma vaga na competição masculina do polo aquático:
- Competição masculina - 1 equipe de 21 jogadores

### Remo
Masculino
| Equipe                             | Evento           | Eliminatórias | Eliminatórias | Repescagem | Repescagem | Quartas | Quartas | Semifinal | Semifinal        | Final   | Final                |
| Equipe                             | Evento           | Tempo         | Posição       | Tempo      | Posição    | Tempo   | Posição | Tempo     | Posição          | Tempo   | Posição (Pos. final) |
| ---------------------------------- | ---------------- | ------------- | ------------- | ---------- | ---------- | ------- | ------- | --------- | ---------------- | ------- | -------------------- |
| Niccolo Mornati Lorenzo Carboncini | Dois sem         | 6m18s33       | 2º S          | BYE        | BYE        |         |         | 6m55s82   | 2º FA            | 6m26s17 | 4º (4º)              |
| Romano Battisti Alessio Sartori    | Skiff duplo      | 6m18s50       | 2º S          | BYE        | BYE        | 6m20s68 | 3º FA   | 6m32s80   | Medalha de prata |         |                      |
| Pietro Ruta Elia Luini             | Skiff duplo leve | 6m35s72       | 1º S A/B      | BYE        | BYE        | 6m41s17 | 5º FB   | 6m29s92   | 1º (7º)          |         |                      |

### Taekwondo
A Itália conseguiu vaga para uma categoria de peso, conquistada no pré-olímpico, realizado em Baku, no Azerbaijão:
- até 80 kg masculino.

### Tiro
Masculino
| Atleta              | Evento                | Qualificação | Qualificação | Final       | Final       | Posição          |
| Atleta              | Evento                | Placar       | Posição      | Placar      | Total       | Posição          |
| ------------------- | --------------------- | ------------ | ------------ | ----------- | ----------- | ---------------- |
| Luca Tesconi        | Pistola de ar de 10 m | 584          | 5º           | 101.8       | 685.8       | Medalha de prata |
| Francesco Bruno     | Pistola de ar de 10 m | 574          | 29º          | Não avançou | Não avançou | 29º              |
| Francesco Bruno     | Pistola livre 50 m    | 553          | 24º          | Não avançou | Não avançou | 24º              |
| Giuseppe Giordano   | Pistola livre 50 m    | 559          | 8º           | 97.0        | 656.0       | 5º               |
| Niccolo Campriani   | Carabina de ar 10 m   | 599          | 1º           | 102.5       | 701.5       | Medalha de prata |
| Marco De Nicolo     | Carabina de ar 10 m   | 590          | 34º          | Não avançou | Não avançou | 34º              |
| Niccolo Campriani   | Carabina deitado 50 m |              |              |             |             |                  |
| Marco De Nicolo     | Carabina deitado 50 m |              |              |             |             |                  |
| Ennio Falco         | Skeet                 | 118          | 14º          | Não avançou | Não avançou | 14º              |
| Luigi Lodde         | Skeet                 | 120          | 5º           | 23          | 143         | 5º               |
| Massimo Fabbrizi    | Fossa olímpica        | 123          | 4º           | 23          | 146 (+5)    | Medalha de prata |
| Giovanni Pellielo   | Fossa olímpica        | 121          | 8º           | Não avançou | Não avançou | 8º               |
| Francesco D'Aniello | Fossa olímpica dublê  | 136          | 8º           | Não avançou | Não avançou | 8º               |
| Daniele Di Spigno   | Fossa olímpica dublê  | 131          | 18º          | Não avançou | Não avançou | 18º              |

Feminino
| Atleta        | Evento         | Qualificação | Qualificação | Final  | Final | Posição         |
| Atleta        | Evento         | Placar       | Posição      | Placar | Total | Posição         |
| ------------- | -------------- | ------------ | ------------ | ------ | ----- | --------------- |
| Jessica Rossi | Fossa olímpíca | 75           | 1º           | 24     | 99    | Medalha de ouro |

### Tiro com arco(6 atletas)
| Atleta                                             | Prova                | Rodada de classificação | Rodada de classificação | Ronda dos 64                               | Ronda dos 32                          | Ronda dos 16                       | Quartos-finais                    | Semifinais             | Final                        | Final           |
| Atleta                                             | Prova                | Placar                  | Pos.                    | Adversário e resultado                     | Adversário e resultado                | Adversário e resultado             | Adversário e resultado            | Adversário e resultado | Adversário e resultado       | Pos.            |
| -------------------------------------------------- | -------------------- | ----------------------- | ----------------------- | ------------------------------------------ | ------------------------------------- | ---------------------------------- | --------------------------------- | ---------------------- | ---------------------------- | --------------- |
| Mauro Nespoli                                      | Individual masculino | 674                     | 11º                     | TPE Y-C. Chen D 0-2, 0-2, 2-0, 0-2         | Não avançou                           | Não avançou                        | Não avançou                       | Não avançou            | Não avançou                  | Não avançou     |
| Marco Galiazzo                                     | Individual masculino | 662                     | 36º                     | MEX JR. Serrano D 0-2, 0-2, 2-0, 0-2       | Não avançou                           | Não avançou                        | Não avançou                       | Não avançou            | Não avançou                  | Não avançou     |
| Michele Frangilli                                  | Individual masculino | 662                     | 37º                     | UKR D. Hrachov D 0-2, 0-2, 2-0, 1-1, 0-2   | Não avançou                           | Não avançou                        | Não avançou                       | Não avançou            | Não avançou                  | Não avançou     |
| Michele Frangilli Marco Galiazzo Mauro Nespoli     | Equipes              | 1998                    | 6º                      |                                            |                                       | TPE Taipé Chinês V 216-206         | CHN China V 220-216               | MEX México V 217-215   | USA Estados Unidos V 219-218 | Medalha de ouro |
| Pia Carmen Lionetti                                | Individual feminino  | 652                     | 19º                     | RSA K. Hultzer V 2-0, 2-0, 0-2, 2-0        | USA M. Leek V 2-0, 0-2, 1-1, 1-1, 2-0 | TPE Y-T. Tang V 2-0, 0-2, 2-0, 2-0 | MEX A. Román D 2-0, 0-2, 0-2, 0-2 | Não avançou            | Não avançou                  | Não avançou     |
| Natalia Valeeva                                    | Individual feminino  | 650                     | 24º                     | PRK Kwon Un-Sil V 0-2, 2-0, 1-1, 2-0, 2-0  | RUS K. Perova D 0-2, 0-2, 2-0, 0-2    | Não avançou                        | Não avançou                       | Não avançou            | Não avançou                  | Não avançou     |
| Jessica Tomasi                                     | Individual feminino  | 635                     | 44º                     | KOR H. Choi D 2-0, 1-1, 0-2, 2-0, 0-2, 0-1 | Não avançou                           | Não avançou                        | Não avançou                       | Não avançou            | Não avançou                  | Não avançou     |
| Pia Carmen Lionetti Natalia Valeeva Jessica Tomasi | Equipes              | 1937                    | 10º                     |                                            |                                       | CHN China D 199-200                | Não avançou                       | Não avançou            | Não avançou                  | Não avançou     |

### Triatlo
| Atleta             | Evento    | Natação (1,5 km) | Ciclismo (40 km) | Corrida (10 km) | Tempo total | Posição |
| ------------------ | --------- | ---------------- | ---------------- | --------------- | ----------- | ------- |
| Davide Uccellari   | Masculino | 18m26            | 59m16            | 31m13           | 1h50m09     | 29º     |
| Alessandro Fabian  | Masculino | 17m01            | 59m10            | 30m43           | 1h48m03     | 10º     |
| Annamaria Mazzetti | Feminino  | 19m25            | 1h11m09          | 37m19           | 2h09m08     | 46º     |

### Voleibol
A equipe feminina de voleibol da Itália conseguiu a vaga após o título da Copa do Mundo de Voleibol Feminino de 2011.